# Allogymnopleurus
Allogymnopleurus (лат.) — род жесткокрылых семейства пластинчатоусых, подсемейства скарабеин. Включает 20 видов: 17 ограничены афротропиками, один афротропический/палеарктический и два восточных.

## Признаки
К ним относятся:
- Шов в месте соединения грудной клетки с брюшком, который хорошо виден (сверху) на краю надкрылий.
- По одной терминальной шпоре на каждой мезотибии.
- Передний край наличника четырехзубчатый или полузубчатый (четыре или шесть зубцов на переднем крае головы).
- Длина варьирует от 8,1 до 18,2 мм.

## Систематика
В составе рода:
- Allogymnopleurus aeneus
- Allogymnopleurus alluaudi
- Allogymnopleurus anthracinus
- Allogymnopleurus chloris
- Allogymnopleurus consocius
- Allogymnopleurus histrio
- Allogymnopleurus indigaceus
- Allogymnopleurus infranitens
- Allogymnopleurus jeanneli
- Allogymnopleurus maculosus
- Allogymnopleurus olivieri
- Allogymnopleurus sagnai
- Allogymnopleurus sericeicollis
- Allogymnopleurus signaticollis
- Allogymnopleurus spilotus
- Allogymnopleurus splendidus
- Allogymnopleurus thalassinus
- Allogymnopleurus umbrinus
- Allogymnopleurus youngai
- Allogymnopleurus zavattarii